# خیانت

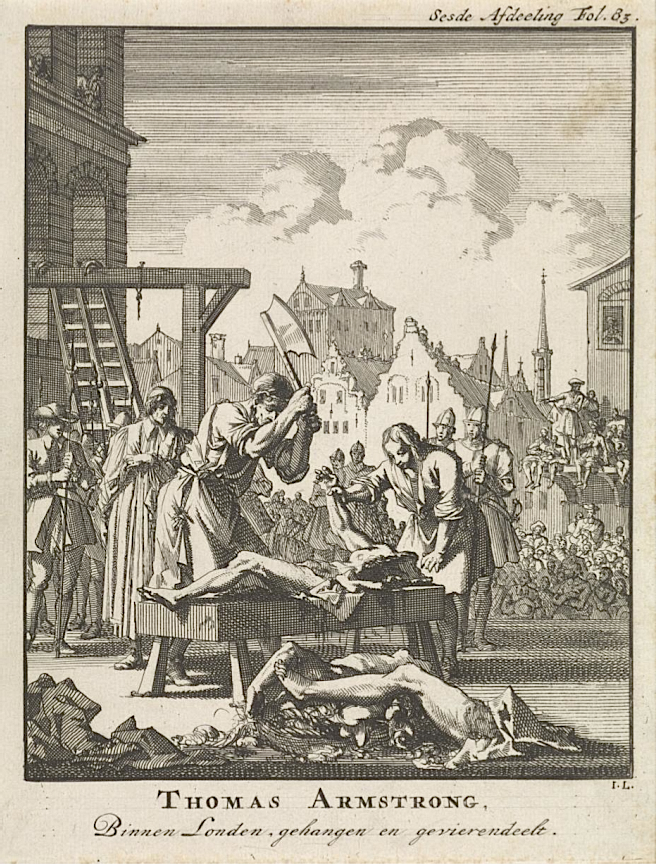
مجازات توماس آرمسترانگ به دلیل خیانت ۱۶۸۴

در قانون، خیانت دلالت بر جرم‌هایی دارد که علیه حاکمیت یا ملتی رخ می‌دهد. به صورت تاریخی خیانت علیه حاکم یا پادشاه خیانت ملی نامیده شده‌است. و به کسی که عمل خیانت از وی سرزده خائن گفته می‌شود. خیانت به کشور عبارت است از سوءقصد بر ضد امنیت کشور به وسیلهٔ ایجاد ارتباط با کشور دیگری که دارای سلطه و استقلال است. باید توجه داشت که مبنای جرم بودن این عمل در حقیقت پیمان‌شکنی، بی‌وفایی، و زیر پا گذاشتن حقی است که یک کشور و دولت به عهده شهروندان خود دارد.
در واقع تعریف دیگری از خیانت عبارت است از سوءاستفاده از اعتماد شخص یا یک گروه و انجام عملی که آن‌ها را از لحاظ مادی یا معنوی متضرر سازد.
خیانت در لغت مشتق از «خَوَن» به معنای مخالفت با حق و پیمان در پنهانی است. اهل لغت خیانت را از جمله مخالفت با حق از طریق نقض عهد مخفیانه معنا کرده‌اند. ولتر خالی کردن خزانه، افشای اسرار، تحویل دوست به دشمن یا افشای محل او به دشمن را به خائن نسبت می‌دهد.
از دید حکومت‌گران، خیانت فعل عمدی یک فرد یا گروهی است که منافع یک قدرت بیگانه را در زمان صلح یا جنگ به زیان میهن خویش تأمین، و امنیّت کشور و نظام حکومتی را به مخاطره اندازد و مهم‌ترین مصادیق آن همکاری با دولت خارجی و گِرا دادن به بیگانه است. میلان کوندرا، در کتاب «هنر رمان» می‌گوید: «خیانت از صف خارج شدن و به سوی نامعلوم رفتن است.
خیانت در زمینه‌های متفاوت به کار می‌رود، اما در تمام آن‌ها، یک کاربرد معین دارد: حذف و نابود کردن کسی که قرار است خائن معرفی شود.
«خیانت»، اگرچه در زندگی روزمره و در ادبیات (از جمله ادبیات دینی، مثلاً مورد یهودا) مطرح بوده، اما کمتر موضوع اندیشه‌ورزی جدی قرار گرفته‌است. با توجه به سیالیت مفهوم خیانت، برای تثبیت آن بایستی به مفهوم «قرارداد» رجوع کرد.
خیانت همواره زیرپاگذاشتن یک قرارداد است و در نهایت نظر به یک قرارداد است که نظر نسبت به خیانت به آن را تعیین می‌کند. از این زاویه هم باز به یک مفهوم نسبی می‌رسیم.
خائن به مفهوم پیمان‌شکن است. مسئله این‌جا است که پیمان به عنوان قراردادی جمعی و گروهی امری فرهنگی-اجتماعی است و در نتیجه تاریخی؛ بنابراین پیمان‌ها قراردادی هستند و پیمان‌شکنی نیز امری قراردادی است و مفهوم آن به نسبت زمان و مکان تغییر می‌کند. پیمان‌ها می‌توانند برسر ارزش‌هایی خانوادگی، سیاسی، اخلاقی، مذهبی، ایدئولوژیک و غیره باشند. می‌توانند پیشرفته، روادار و به نفع حقوق و آزادی انسان‌ها باشند یا برعکس، ارزش‌هایی تنگ‌نظرانه و واپسگرا را نمایندگی کنند. قراردادها حتی می‌توانند ارزش‌هایی تحمیلی به زور و جبر اِعمال شوند.

## قوانین خیانت

### استرالیا
در استرالیا قوانین فدرال و ایالتی علیه خیانت، به ویژه در ایالت‌های نیو ساوت ولز، استرالیا و ویکتوریا وجود دارد. مشابه قوانین خیانت در ایالات متحده آمریکا، شهروندان استرالیا به وفاداری خود به حاکمیت دولت فدرال و دولت ایالت می‌پردازند.

قانون فدرال تعریف خیانت در استرالیا را طبق بخش ۸۰٫۱ قانون کیفری به شرح زیر ارائه می‌دهد. خیانت به شرح زیر است:
فردی مرتکب جرمی به نام خیانت می‌شود اگر شخص:
(الف) باعث مرگ حاکم، وارث حاکم، فرماندار کل، فرماندار یا نخست‌وزیر می‌شود؛ یا
(ب) باعث صدمه به حاکم، فرماندار یا نخست‌وزیر می‌شود که باعث مرگ حاکم، فرماندار یا نخست‌وزیر می‌شود؛ یا
(پ) موجب آسیب رساندن به حاکم، فرماندار یا نخست‌وزیر می‌شود، یا به حالت تعلیق یا سرنگونی حاکم، فرماندار یا نخست‌وزیر می‌پردازد؛ یا
(ت) جنگی را به عهده می‌گیرد یا هر گونه اقدام پیشگیرانه‌ای را برای جنگ علیه اتحادیه کشورهای مشترک‌المنافع انجام می‌دهد؛ یا
(ث) مشغول انجام رفتارهایی است که به هر وسیله‌ای با کمک دشمن کمک می‌کند:
1. در جنگ با امپراطوری، بدون اینکه وجود یک دولت جنگ اعلام شود؛ و
2. مشخص شده توسط اعلامیه ساخته شده برای هدف از این پاراگراف به دشمن در جنگ با کشورهای مشترک‌المنافع؛ یا

(ج) در انجام رفتارهایی که با هر وسیله‌ای هر کدام از قصد کمک می‌کنند، شرکت می‌کند:
1. یک کشور دیگر؛ یا
2. یک سازمان؛

که درگیر جنگ‌های مسلحانه علیه نیروی دفاع استرالیا است؛ یا
(چ) قاچاق شخصی که یک شهروند استرالیایی نیست که تهاجم مسلحانه به کشورهای مشترک‌المنافع یا سرزمین‌های کشورهای مشترک‌المنافع انجام دهد؛ یا
(ح) قصد انجام هر کاری را که در پاراگراف قبل ذکر شده‌است شکل می‌دهد، و این قصد را با یک اقدام آشکار نشان می‌دهد.
فرد مجرم خیانت نیست اگر تحت پاراگراف (e), (f) یا (h) اگر کمک آنها یا کمک‌های مورد نظر آن‌ها خالصانه صرفاً بشردوستانه باشد.
حداکثر مجازات خیانت، حبس ابد است. بخش 80.1AC قانون جرائم مربوط به خیانت را ایجاد می‌کند.

### کانادا
بخش ۴۶ قانون مجازات دارای دو درجه خیانت، به نام «خیانت بزرگ» و «خیانت» است. با این حال، هر دو این‌ها به دسته تاریخی خیانت بزرگ مرتبط هستند، در مقایسه با خیانت کوچک که در قانون کانادا وجود ندارد. بخش ۴۶ به شرح زیر است:
خیانت بزرگ
  (1) هر یک مرتکب خیانت بزرگ می‌شود که در کانادا،
  (الف) کشتن یا تلاش برای کشتن اعلیحضرت خود را انجام می‌دهد یا هرگونه آسیب جسمی را در معرض مرگ یا تخریب قرار می‌دهد، او را زخمی می‌کند یا مجروح می‌کند یا او را محکوم می‌کند؛
  (ب) جنگ علیه کانادا اعمال می‌کند یا اقدامات آماده‌سازی را انجام می‌دهد؛ یا
  (ج) کمک به یک دشمن در جنگ با کانادا یا هر نیروی مسلح که علیه آنها نیروهای کانادایی درگیر جنگ هستند، خواه یا ناخواه جنگی میان کانادا و کشوری که نیروهای آنها هستند، وجود دارد.
  خیانت
  (2) هر کس مرتکب خیانت می‌کند که در کانادا
  (a) با استفاده از زور یا خشونت برای سرنگونی دولت کانادا یا یک استان بکوشد؛
  (ب) بدون داشتن اختیارات قانونی، به هیچ‌یک از نماینده‌های دولتی غیر از کانادا، اطلاعات نظامی یا علمی یا طرح، طرح، مدل، مقاله، یادداشت یا اسنادی از شخصیت نظامی یا علمی که به او می‌داند یا باید می‌دانیم ممکن است توسط دولت مورد استفاده قرار گیرد به منظور جلوگیری از ایمنی یا دفاع از کانادا؛
  (ج) توافق با هر کسی را به خیانت بزرگ یا انجام هر کاری که در بند (الف) ذکر شده‌است؛
  (د) قصد دارد بر کاری که خیانت بزرگی است، یا آنکه در بند (الف) ذکر شده‌است را شکل دهد، و این قصد را با یک عمل آشکار نشان می‌دهد؛ یا
  (الف) با هر شخصی برای انجام هر کاری که در بند (ب) ذکر شده‌است، توافق داشته باشد، یا قصد انجام هر کاری که در بند (ب) ذکر شده‌است، و این قصد را با یک اقدام آشکار نشان دهد.
این نیز غیرقانونی است برای یک شهروند کانادایی تا هر یک از موارد فوق در خارج از کانادا را انجام دهد.
مجازات خیانت بزرگ حبس ابد است. مجازات برای خیانت، زندانی شدن تا حداکثر عمر، یا حداکثر ۱۴ سال در زمان صلح است.

### آلمان
قانون آلمان از بین دو نوع خیانت، «خیانت بزرگ» (Hochverrat) و «خیانت» (Landesverrat) متفاوت است. خیانت بزرگ، همان‌طور که در بخش ۸۱ قانون مجازات آلمان تعریف شده‌است، به عنوان یک اقدام خشونت آمیز علیه وجود یا نظم قانون اساسی جمهوری فدرال آلمان، مجازات حبس ابد یا مدت معینی از حداقل ده سال‌ها. در موارد کمتر جدی، مجازات ۱–۱۰ سال زندان است. قانون جنایی آلمان همچنین خیانت بزرگ در برابر دولت آلمان را جرم می‌داند. آمادگی هر دو نوع جرم جنایتکار است و مجازات تا پنج سال است.
نوع دیگر خیانت، Landesverrat در بخش ۹۴ تعریف شده‌است. تقریباً برابر با جاسوسی است؛ تعریف دقیق‌تر این مورد شامل جعل اسرار به‌طور مستقیم به یک قدرت خارجی یا هر کسی که اجازه نداشته است که از آن اطلاع داشته باشد. در مورد دوم، خیانت تنها متعهد می‌شود، اگر هدف جرم صریحاً به آسیب رساندن به جمهوری فدرال یا به نفع یک قدرت خارجی باشد. این جرائم مجازات یک تا پانزده سال زندان دارد. با این حال، در موارد بسیار شدید، ممکن است محکوم به حبس ابد یا دوره‌ای حبس حداقل پنج ساله باشد.
همان‌طور که برای بسیاری از جنایات با تهدیدات قابل ملاحظه‌ای از مجازات، بازپرداخت اعمال شده در مقابله با معاهده تحت 83a StGB (بخش 83a، قانون کیفری) در نظر گرفته می‌شود.
موارد قابل توجه در مورد لندزورات عبارتند از محاکمه Weltbühne در زمان جمهوری وایمار و رسوایی ماجرای اشپیگل در سال ۱۹۶۲. در ۳۰ ژوئیه ۲۰۱۵، دادستان کل آلمان هارالد گستر تحقیقاتی علیه وبلاگ netzpolitik.org آغاز کرد.

### الجزایر
در الجزایر خیانت به شرح زیر است:
- تلاش برای تغییر رژیم یا اقدامات جهت تحریک
- تخریب قلمرو، خرابکاری برای خدمات عمومی و اقتصادی
- مشارکت در گروه‌های مسلح یا در جنبش‌های قیام

### بحرین
در بحرین نقشه‌ای برای سرنگونی رژیم، همکاری با یک کشور دشمن خارجی و تهدید زندگی امیر به عنوان خیانت و مجازات مرگ است. قانون دولت امنیت ۱۹۷۴ برای سرکوب مخالفان مورد استفاده قرار می‌گیرد. 
اگر شواهد جدی وجود داشته باشد مبنی بر این که شخص اقداماتی انجام داده‌است، اظهاراتی کرده‌است، فعالیت‌هایی انجام داده‌است، یا در تماس با داخل یا خارج از کشور دخیل بوده‌است، که نقض امنیت داخلی یا خارجی کشور، منافع دینی و ملی دولت، نظام اجتماعی یا اقتصادی آن محسوب می‌شود؛ یا به عنوان یک عمل فتنه در نظر گرفته شود که بر روابط موجود بین مردم و دولت، بین نهادهای مختلف دولت، بین طبقات مردم، یا بین کسانی که در شرکت‌هایی کار می‌کنند که تبلیغ پروپاگاندایی می‌کنند یا انتشار اصول بی‌خدایی را می‌کنند؛ وزیر کشور می‌تواند حکم دستگیری این شخص را بدهد، او را به یکی از زندان‌های بحرین بکشد، او را جستجو کند، محل اقامت و محل کارش را جستجو کند، و می‌تواند هر گونه اقداماتی را که وی برای جمع‌آوری مدارک و انجام تحقیقات لازم می‌داند، انجام دهد.
دوره بازداشت ممکن نیست بیش از سه سال باشد. جستجو فقط و اقدامات پیش‌بینی شده در بند ۱ تنها بر اساس احکام قضایی ممکن است صورت گیرد.

### ایالات متحده

#### فدرال
تعریف: در بند سوم ماده ۳ قانون اساسی ایالات متحده، خیانت به‌طور خاص به جنگ علیه ایالات متحده یا پیوستن به دشمنان آنها، کمک، و آسایش دادن است. محکومیت به دو شاهد یا اعتراف در دادگاه عمومی نیاز دارد.
مجازات: عنوان کد ۱۸ ایالات متحده: اعدام، یا کمتر از ۵ سال حبس و نه بیش از حبس ابد بدون امکان آزادی (حداقل ۱۰٬۰۰۰ دلار، اگر به اعدام محکوم نشده‌است). هر فردی که به خیانت در برابر ایالات متحده محکوم شده‌است، به‌طور دائم حق ندارد تا هر زمان که در ایالات متحده قرار دارد، برای اداره امور دولتی یا اداری کار کند.

#### آلاباما
تعریف: قانون اساسی آلاباما تعبیر خیانت را در شرایط مشابه با قانون اساسی ایالات متحده تعریف می‌کند.
مجازات: حداقل ۱۰ سال و نه بیش از ۹۹ سال حبس (واجد شرایط پس از کمتر از نصف یا ۱۵ سال حبس) یا حبس ابد (واجد شرایط پس از ۱۰ سال حبس).
محکومیت خیانت نیز منجر به از دست دادن حق رأی برای زندگی بدون امکان رأی دادن مجدد می‌شود.

#### آرکانزاس
تعریف: قانون آرکانزاس تعبیر خیانت را به‌طور مشابه به قانون اساسی ایالات متحده تعریف می‌کند، محدود کردن آن به «جنگ علیه دولت» یا دادن «کمک و آسایش دادن» به دشمنان دولت. به همین ترتیب، محکومیت نیاز به شهادت دو شاهد به همان عمل آشکار یا اعتراف در دادگاه بازدارد.
مجازات: اعدام، یا حبس ابد بدون امکان آزادی مشروط.

#### کالیفرنیا
تعریف: خیانت در برابر دولت کالیفرنیا به‌طور مشابه به قانون اساسی ایالات متحده تعریف شده‌است. قانون اساسی کالیفرنیا بیان می‌کند که «خیانت به دولت فقط شامل جنگیدن علیه آن، پیوستن به دشمنان آن یا کمک و آسایش دادن است. شخص ممکن نیست به خیانت متهم شود، مگر اینکه شواهدی از دو شاهد به یک عمل آشکار یا با اعتراف در دادگاه موجود باشد. آن در بند ۳۷ قانون مجازات کالیفرنیا آمده‌است.
مجازات: اعدام، یا حبس ابد بدون امکان آزادی مشروط.

#### کلرادو
مجازات: اعدام، یا حبس ابد بدون امکان حبس.

#### دلاور
تعریف: قانون اساسی دلاور، خیانت را در شرایط مشابه با قانون اساسی ایالات متحده تعریف می‌کند.

#### فلوریدا
مجازات: نه کمتر از ۵/۵ سال و نه بیش از ۳۰ سال حبس (حداقل دستورالعمل محکومیت).

#### جورجیا
مجازات: اعدام، یا حبس ابد یا حداقل ۱۵ سال.

#### آیداهو
قانون اساسی ایالت آیداهو به‌طور خاص اجازه محکومیت به خیانت نمی‌دهد.

#### ایلینوی
مجازات: نه کمتر از ۶ سال و نه بیش از ۳۰ سال حبس.

##### جوزف اسمیت و هیرم اسمیت
اعدام جوزف اسمیت در انتظار محاکمه برای خیانت در برابر ایلینوی
پس از فرار از زندان به اتهام خیانت در برابر میسوری و فرار از ایلینویز، جوزف اسمیت و هیرم اسمیت به خیانت در ایلینوی متهم شدند، که در آن زمان یک جرم سرقت بود. آگوستین اسپنسر یک حکم را مطرح کرد که برادران اسمیت مرتکب خیانت شده‌اند "از لژیون خواسته‌است که در برابر نیروی تحت فرمانروای مقاومت مقاومت کند." در ۲۴ ژوئن سال ۱۸۴۴، یک حکم صادر شد که "جوزف اسمیت، که در اواخر این شهرستان بود، در روز نوزدهم ژوئن یا در حدود آن انجام شد. در سال ۱۸۴۴ میلادی، در ایالت و ایالت ایالت متحده، مرتکب جنایت خیانت علیه دولت و مردم ایالت ایلینوی. "
قاچاق نمی‌تواند به اتهام خیانت انجام شود، بنابراین اسمیت به زندان محکوم شد، جایی که وی توسط برادرش، هیروم اسمیت و دیگر همکارانش همراهی می‌کرد. در ۲۷ ژوئن، اسمیت و هیروم توسط یک زندانبان در زندان در حالی که منتظر محاکمه بودند کشته شدند.

#### لوئیزیانا
مجازات: اعدام، یا حبس ابد در لوئیزیانا، امکان آزادی مشروط را رد می‌کنند.

#### مین
تعریف: قانون اساسی مین، خیانت را با شرایط مشابه با قانون اساسی ایالات متحده تعریف می‌کند.

#### ماساچوست
مجازات: حبس ابد با امکان آزادی مشروط پس از نه کمتر از ۱۵ سال و نه بیش از ۲۵ سال.

#### مینه سوتا
مجازات: حبس ابد با امکان آزادی مشروط پس از خدمت ۱۷ سال.

#### می‌سی‌سی‌پی
مجازات: اعدام یا حبس ابد

#### میسوری
تعریف: خیانت در قانون اساسی ایالت میسوری تعریف شده‌است.
مجازات: نه کمتر از ۱۰ سال و نه بیش از ۳۰ سال حبس (واجد شرایط آزادی مشروط پس از گذراندن یک-نصف حبس) یا حبس ابد (واجد شرایط آزادی مشروط پس از گذراندن ۳۰ سال).

##### جوزف اسمیت و دیگران
جوزف اسمیت و پنج نفر دیگر در سال ۱۸۳۸ با خیانت به قانون میسوری محکوم شدند و بیش از پنج ماه در زندان بودند اما در انتظار محاکمه فرار کردند. جوزف اسمیت و هیروم اسمیت بعدها به " خیانت به دولت و مردم ایالت ایلینوی " متهم شدند.

#### نوادا
مجازات: نه کمتر از ۲ سال و نه بیش از ۱۰ سال حبس (در صورت حبس).

#### کارولینای شمالی
اصل اول، بخش ۲۹ قانون اساسی کشور، شبیه به ماده سوم، بند ۳ قانون اساسی ایالات متحده است، محدود کردن تعریف قانونی «خیانت» برای به عهده گرفتن جنگ علیه دولت یا دادن «کمک و راحتی» به دشمنان دولت. محکومیت به دو شاهد به عمل خود یا اعتراف در دادگاه باز نیاز دارد.

#### داکوتای شمالی
مجازات: بیش از ۲۰ سال زندان نیست

#### اورگان
مجازات: زندان با احتساب امدادرسانی پس از گذراندن ۲۵ سال.

#### رود آیلند
مجازات: حبس ابد، حبس با امکان آزادی مشروط پس از گذراندن ۲۰ سال.

##### توماس دور
توماس ویلسون دور در سال ۱۸۴۴ به دلیل خیانت در برابر دولت ایالتی محکوم به خیانت در رود آیلند شد و به حبس ابد محکوم شد. Dorr دوازده ماه از حکم او را خدمت کرده‌است. او در سال ۱۸۴۵ پس از آنکه مجلس قانونگذاری رود آیلند قانون عفو عمومی را تصویب کرد، آزاد شد.

#### کارولینای جنوبی
مجازات: اعدام و میر بیش از ۳۰ سال حبس (در صورت انجام جنگ در طول زمان) یا بیش از ۲۰ سال حبس (در صورت عدم انجام در طول جنگ).

#### داکوتای جنوبی
تعریف: قانون اساسی داکوتای جنوبی، خیانت را با شرایط مشابه با قانون اساسی ایالات متحده تعریف می‌کند.

#### تنسی
تنسی قانون خیانت را لغو کرده‌است. با این حال، فردی که به خیانت محکوم است، هرگز نمی‌تواند واجد شرایط رأی دادن در تنسی باشد.

#### تگزاس
مجازات: نه کمتر از یک سال و نه بیش از ۲۰ سال حبس.

#### ورمونت
تعریف: جنگ یا توطئه برای تسلیم جنگ علیه دولت یا پیوستن به دشمن. این تعریف در بخش ۱۳، فصل ۷۵، ۳۴۰۱ مقررات ورمونت، تعریف مندرج در قانون اساسی ایالات متحده را بازتاب می‌دهد.
مجازات: اعدام با برق. قانون کیفری ورمونت مجازات اعدام را به‌طور خاص برای خیانت حفظ می‌کند. هیچ جرم دیگری توسط حکم اعدام مجازاتی نیست. روش اجرا به عنوان تصادف برق مشخص شده‌است. صندلی برقی ورمونت، آخرین مورد استفاده شده در سال ۱۹۵۴، در مرکز تاریخ ورمونت در بار، ورمونت نگهداری می‌شود.

#### ویرجینیا
مجازات: کمتر از ۲۰ سال حبس یا حبس ابد با امکان آزادی مشروط پس از خدمت ۱۵ سال (در صورتی که به زندان برسد).

##### حمله در Harry's Ferry
جان براون پس از حمله به Harper's Ferry در سال ۱۸۵۹، با خیانت به عدالت و ویرجینیا، همراه با توطئه و قتل در درجه اول قرار گرفت. در ویرجینیا مقابل جان براون، او در مورد هر سه اتهام جنجال برده شد. در نتیجه او به دار آویخته شد جان آنتونی کوپلند جونیور، ادوین Coppie (همچنین به عنوان ادوین Coppock شناخته می‌شود)، Shields سبز و آرون دوایت استیونز نیز به اتهام خیانت به دولت ویرجینیا و دیگر جنایات متهم شده‌است. آلبرت هاسلت و جان ای. کوک به اتهام خیانت علیه مسیحیان ویرجینیا متهم شدند و مرتکب جنایت نشدند اما به جرم‌های دیگر محکوم شدند.

#### واشینگتن
تعریف: قانون اساسی ایالتی و قانون قانونی واشینگتن در قالب شرایط مشابه با قانون اساسی ایالات متحده، خیانت را تعریف می‌کنند.
مجازات: اعدام، حبس ابد با امکان آزادی مشروط پس از خدمت ۲۰ سال یا هر دوره سال. خیانت یک فرقه "کلاس A" است که تحت دستورالعمل محکومیت است و دستورالعمل‌های فعلی برای حداکثر مجازات حبس ابد یا جریمه ۵۰٬۰۰۰ دلاری است.

#### ویرجینیا ویرجینیا
مجازات: زندان با احتساب امدادرسانی پس از خدمت ۱۰ سال یا بیش از ۳ سال و نه کمتر از ۱۰ سال حبس (حکم قضایی می‌تواند به صورت اختیاری داوران یا دادگاه در صورت متعهد شدن متهم اعمال شود).

#### ویسکانسین
مجازات: حبس ابد با امکان آزادی مشروط از زندان (بدون واجب بودن در ۲۰ سال، اگر به حبس محکوم شده‌است).

### ترکیه
خیانت به خودی در قانون مجازات ترکیه تعریف نشده‌است. با این حال، قانون تعریف جنایات است که به‌طور سنتی در محدوده خیانت، مانند همکاری با دشمن در زمان جنگ است. خیانت مجازات تا حبس ابد را داراست.

### ویتنام
قانون اساسی از ویتنام اعلام کرد که خیانت به جدیترین جرم است. این قانون در قانون کتبی با ماده ۷۸ تنظیم شده‌است:
1. هر شهروند ویتنامی که در برخورد با یک کشور خارجی با هدف ایجاد صدمه به استقلال، حاکمیت، اتحاد و تمامیت ارضی سرزمین اصلی، نیروهای ملی دفاع، رژیم سوسیالیستی یا دولت جمهوری سوسیالیست ویتنام مواجه است به ۱۲ تا ۲۰ سال حبس، حبس ابد یا مجازات اعدام محکوم است.
2. در موارد بسیاری از شرایط تخفیف، مجرمین باید بین هفت تا پانزده سال زندان محاکمه شوند.

همچنین طبق قانون عفو عمومی که در نوامبر ۲۰۱۸ اصلاح شده‌است، افرادی که محکوم به خیانت می‌شوند مجاز به اعتراف نیستند. 

### اکثریت کشورهای مسلمان
در اوایل تاریخ اسلام، تنها شکل خیانت به عنوان تلاشی برای سرنگونی یک دولت عادل یا جنگ با دولت بود. طبق سنت اسلامی مجازات‌هایی مانند از حبس تا اعدام بسته به شدت جرم دارد. با این حال، حتی در موارد خیانت، توبه کردن یک فرد باید مورد توجه قرار گیرد.
در حال حاضر، توافق در میان مدارس بزرگ اسلامی این است که ارتداد (خروج اسلام) خیانت محسوب می‌شود و مجازات مرگ است؛ این در حدیث نه در قرآن پشتیبانی می‌شود. این سردرگمی بین ارتداد و خیانت تقریباً به‌طور قطع ریشه‌های آن در جنگهای ارتداد است، که در آن یک ارتش خائن شورشی توسط پیامبر جعلی رهبری می‌شدند.
در مالزی، این خیانت است که مرتکب جرائم علیه شخص یانگ دیپرتون آگنگ شود یا به دنبال جلب یا تلاش برای جنگ یا پیروزی در جنگ علیه یانگ دی پرتوان آگنگ، حاکم یا یانگ دی پرتو نگری. همه این جرایم به وسیله حلق آویز، که از اقدامات خیانت انگلی انگلستان صورت می‌گیرد (به عنوان یک مستعمره سابق بریتانیا، سیستم حقوقی مالزی بر اساس قانون مشترک انگلیسی است).